# 5711-es mellékút (Magyarország)
Az 5711-es mellékút egy bő 25 kilométeres hosszúságú, négy számjegyű mellékút Baranya vármegye déli részén; Pécset köti össze Siklóssal, végig többé-kevésbé déli irányt követve.

## Nyomvonala
Pécs és Kozármisleny határvonalától néhány lépésre, de még pécsi területen indul, az 57-es főútból kiágazva, annak a 33+850-es kilométerszelvénye közelében, dél felé. Első méterein túljutva már kozármislenyi házak között folytatódik, települési neve a központ északi részéig Zrínyi utca, onnan délebbre Pécsi utca, az Öregfalu nevet viselő, déli településrészben pedig Kossuth Lajos utca. Bő 3,5 kilométer megtétele után hagyja el Kozármisleny utolsó házait; 4,2 kilométer után felüljárón, csomópont nélkül átszeli az M60-as autópálya nyomvonalát, 4,6 kilométer után pedig beletorkollik nyugat felől az 58-as főúttól Pécsudvardon át idáig húzódó 5716-os út.

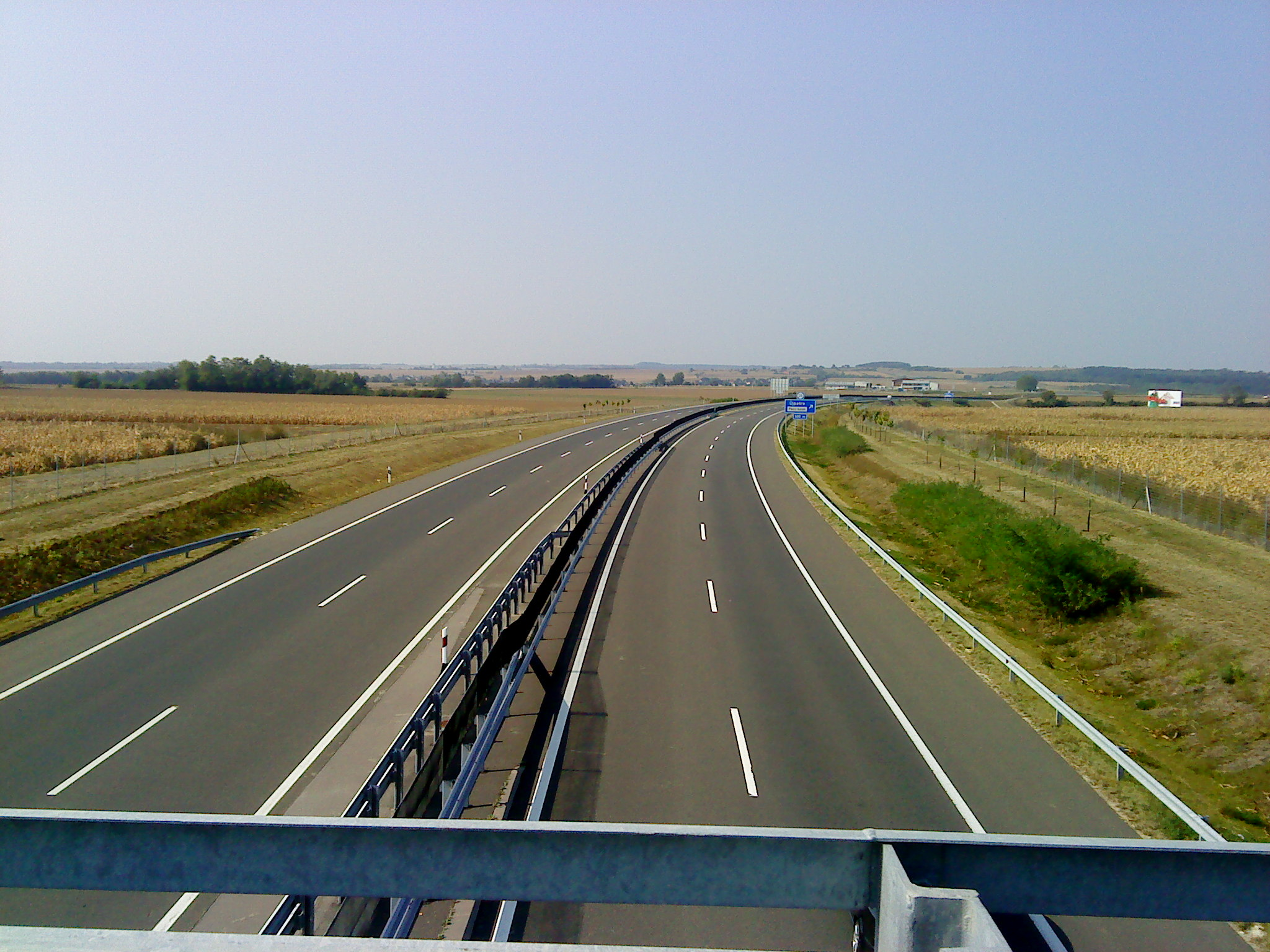
Az M60-as autópálya az 5711-es út felüljárójáról, nyugat felé nézve

Majdnem pontosan az 5. kilométerénél lép át a következő település, Egerág határai közé, de lakott területeket ott nemigen érint. Nagyjából 6,4 kilométer után kiágazik belőle kelet-északkeleti irányban az 57 129-es számú mellékút, mely Szemelyre vezet, kicsivel a hetedik kilométere előtt pedig az 57 112-es számú mellékút, délnyugati irányban: ez halad végig Egerág lakott területén, majd folytatódik tovább Szőkéden át egészen Áta központjának déli részéig.
A 8+750-es kilométerszelvénye táján az út elhalad Egerág, Peterd és Kisherend hármashatára mellett, onnantól egy darabig a két utóbbi község határvonalát képezi. 10,4 kilométer után lép teljesen peterdi területre, a Kisherendre vezető 57 113-as számú mellékút már ott ágazik ki belőle, néhány lépéssel arrébb, nyugati irányban. Peterd lakott részeit sem érinti azonban, sőt oda erről az útról nem is vezet közvetlen leágazás, leszámítva egy makadám burkolatú, súlykorlátozással érintett, számozatlan önkormányzati utat, mely néhány méterrel az út 11. kilométere előtt ágazik el kelet felé.
Peterdet elhagyva az út kevesebb mint fél kilométeren át lakatlan pécsdevecseri területek közt húzódik, de a 13. kilométerétől már Újpetre határai közt folytatódik. 13,8 kilométer után kiágazik belőle kelet felé az 57 127-es számú mellékút – ez vezet Pécsdevecserre és azon át Kiskassa központjába –, a 14. kilométerétől pedig már Újpetre belterületén húzódik, Kossuth Lajos utca néven. A településközpont déli részén egy elágazáshoz ér: dél felől beletorkollik a Villánytól idáig húzódó 5707-es út, ő maga pedig nyugatabbi irányt vesz és hamarosan ki is lép a községből.
17,4 kilométer után átlépi Vokány határát, a faluba a 18. kilométere után érkezik meg, és először ott is a Kossuth Lajos utca nevet veszi fel; a déli községrészben már Rákóczi Ferenc utca a neve. A belterület déli széle közelében kiágazik belőle nyugat felé a Kistótfalura vezető 57 114-es számú mellékút, majd pár száz méterrel arrébb keresztezi a Villány–Magyarbóly-vasútvonal vágányait Vokány megállóhely térségének nyugati szélénél.
21,4 kilométer után eléri Nagytótfalu északnyugati határszélét, egy darabig a határvonalat kíséri, majd teljesen e község területére lép. Lakott területeket ott azonban nemigen érint, és hamarosan már a község Siklós városával közös határvonalát követi; a 23. kilométerétől pedig már siklósi területen húzódik. A 24. kilométerénél egy elágazása és egy iránytörése is van: kelet felől beletorkollik az 5715-ös út, ő maga pedig nyugatabbnak fordul. Siklós belterületének északkeleti szélétől alig pár méterre ér véget, beletorkollva az 5701-es út elkerülő szakaszába, annak a 29+800-as kilométerszelvénye közelében létesített körforgalomba. Az elkerülő út átadása előtt tovább folytatódott Siklós központjáig, ez a szakasz ma már önkormányzati fenntartású útnak minősül
Teljes hossza, az országos közutak térképes nyilvántartását szolgáló kira.kozut.hu adatbázisa szerint 25,856 kilométer.

## Települések az út mentén
- (Pécs)
- Kozármisleny
- (Egerág)
- (Kisherend)
- (Peterd)
- (Pécsdevecser)
- Újpetre
- Vokány
- (Nagytótfalu)
- Siklós